# Hansa-Brandenburg KDW
A Hansa-Brandenburg KDW német gyártmányú, együléses, vadász hidroplán volt az első világháború idején.

## Története
1916-ban a Német Császári Haditengerészet felfegyverzett hidroplánok gyártására adott rendelést, hogy megvédhessék az Északi-tenger mentén fekvő bázisaikat a levegőből érkező támadásokkal szemben. A kérés gyors teljesítése érdekében a repülőgépgyártók meglévő típusaikat módosították: így született a Hansa-Brandenburg KDW is, amelyet a Hansa-Brandenburg főmérnöke, Ernst Heinkel tervezett a gyár vadászgépéből, a D.I-ből. A KDW típusmegjelölés a Kampf Doppeldecker Wasser (vadász, kétfedelű, vízi) kifejezés rövidítéséből származik.
A D.I különlegessége, amit a KDW is megtartott, a két szárnyat összekötő tartók elhelyezése volt. A négy, ferdén elhelyezett konzol középen keresztezte egymást, amitől a tartószerkezet egy nyolcágú csillag képét vette fel. Emiatt a pilóták a repülőt "póknak" (Spinne) csúfolták.
A KDW gyakorlatilag megegyezett a D.I-el, csak kissé megnövelték a szárnyfesztávolságát és futómű helyett két úszótalpra helyezték. Hogy a súlypont alatti, nagy felületű úszótalpak keltette oldalbillegtető hatást ellensúlyozzák, fix állású függőleges vezérsíkot helyeztek el a faroknál a törzs fölött és alatt is. Ennek ellenére a KDW oldalirányban instabil maradt és kanyarodáskor hajlamos volt meglepetést okozni a pilótának.
A KDW-t a Phönix Flugzeugwerke gyártotta Ausztriában, licenc alapján. Összesen 58 darab készült öt sorozatban. Az első példányok 1916 végén kerültek szolgálatba. Az első sorozatnál probléma volt, hogy a szárnyvégek nagyon kinyúltak a szárnytartókon túlra és s csűrőlapátok működésbe lépésekor az alátámasztatlan szárnyvég meghajolt. A második sorozattól kezdve a felső szárnyvégeket egy extra acélcsővel erősítették meg.
Az első három sorozatot 150 lóerős Benz Bz.III motorral szerelték fel. Az utolsó kettő darabjai, összesen 35 repülőgép 160 lóerős Maybach Mb.III motort kaptak. Az első négy sorozatot egy darab Spandau géppuskával fegyverezték fel, amit az orr jobb oldalához erősítettek. Az utolsó sorozatnyi, 1917 októbere és 1918 februárja között gyártott 20 db KDW-re már két géppuskát szereltek.
A gyártás lassú volt, a repülőgépek gyakran elavultnak számítottak mire kiértek az egységükhöz. Instabilitása miatt nehéz volt vele repülni és ha a dugóhúzóba került, a pilóta csak a szerencséjében bízhatott. A pilóták azért sem szerették, mert a géppuskát túl távolra helyezték az üléstől, így ha elakadt, repülés közben nem lehetett megjavítani.

## Műszaki paraméterei
- személyzet: 1 fő
- szárnyfesztávolság: 9,25 m
- törzshossz: 8 m
- magasság: 3,35 m
- üres súly: 760 kg
- felszállósúly: 1040 kg
- maximális sebesség: 172 km/h
- repülési idő: 2 és fél - 3 óra
- hajtómű: 1 db 150 lóerős hathengeres, soros, vízhűtéses  Benz Bz.III motor
- fegyverzet: 1 vagy 2 db Spandau géppuska

## Rendszeresítő országok
- Német Birodalom

## Fordítás
- Ez a szócikk részben vagy egészben  a   Hansa-Brandenburg KDW című angol Wikipédia-szócikk ezen változatának fordításán alapul.  Az eredeti cikk szerkesztőit annak laptörténete sorolja fel. Ez a jelzés csupán a megfogalmazás eredetét és a szerzői jogokat jelzi, nem szolgál a cikkben szereplő információk forrásmegjelöléseként.